# 橋本又吉郎
橋本 又吉郎（はしもと またきちろう、1866年1月31日（慶応元年12月15日） - 1928年（昭和3年）6月3日）は、日本の海軍軍人。最終階級は海軍少将。現在の広島県出身。

## 経歴
1866年1月31日（慶応元年12月15日）、安芸国安芸郡段原村（現:広島県広島市南区段原）で、橋本雅辰の二男として生まれる。1886年（明治19年）12月10日、海軍兵学校（13期）を卒業し、1888年（明治21年）9月24日、海軍少尉に任官。1898年（明治31年）海軍少佐。1899年（明治32年）5月吾妻回航委員としてフランスに出張し、吾妻航海長として1900年（明治33年）10月に帰国。1901年（明治34年）中佐に昇格、翌年戦艦富士航海長。1906年（明治39年）大佐に昇任し、巡洋艦明石艦長を務める。1911年（明治44年）巡洋艦磐手艦長、巡洋艦筑波艦長に就任。1912年（明治45年）横須賀港務部長、同年（大正元年）舞鶴港務部長を歴任。1914年（大正3年）3月31日に少将に昇任と同時に予備役編入。1917年（大正6年）後備役を経て、1922年（大正11年）12月15日に退役した。
1921年（大正10年）から1928年（昭和3年）まで修道中学校（現修道中学校・修道高等学校）理事長を務める。1928年（昭和3年）6月3日逝去。

## 栄典
位階
- 1891年（明治24年）12月14日 - 正八位[5]
- 1893年（明治26年）1月31日 - 従七位[6]
- 1895年（明治28年）11月26日 - 正七位[7]
- 1898年（明治31年）4月16日 - 従六位[8]
- 1902年（明治35年）3月31日 - 正六位[9]
- 1906年（明治39年）11月30日 - 従五位[10]
- 1911年（明治44年）12月20日 - 正五位[11]
- 1914年（大正3年）4月20日 - 従四位[12]

勲章等
- 1895年（明治28年）11月18日 - 勲六等単光旭日章[13]・明治二十七八年従軍記章[14]
- 1900年（明治33年）11月30日 - 勲五等瑞宝章[15]
- 1904年（明治37年）11月29日 - 勲四等瑞宝章 [16]
- 1906年（明治39年）4月1日 - 功四級金鵄勲章・勲三等旭日中綬章・明治三十七八年従軍記章[17]